# Diversidad sexual en Malta
Las personas del colectivo LGBT+ en Malta se enfrentan a una realidad generalmente de aceptación y tolerancia en la sociedad. Las relaciones sexuales consensuales entre personas del mismo sexo fueron despenalizadas en 1973, por otra parte, Malta ha progresado significativamente en torno a los derechos de las personas LGBT+ a partir del siglo XXI. Desde 2014 se permiten uniones civiles y el matrimonio entre personas del mismo sexo en 2017. En 2016 el Parlamento maltés prohibió las llamadas “terapias” reparadoras de la homosexualidad y amplió su ley de identidad de género.

## Legislación y derechos

### Despenalización de la homosexualidad
Malta eliminó las disposiciones legales que criminalizaban las relaciones sexuales consensuales entre personas del mismo sexo de su código penal en enero de 1973, despenalizando así la homosexualidad en Malta. La edad de consentimiento sexual en Malta es de 18 años, sin importar la orientación sexual.

### Reconocimiento de las parejas del mismo sexo
La unión civil es legal en Malta desde 2014. La Cámara de Representantes de Malta aprobó el matrimonio igualitario el 12 de julio de 2017, convirtiéndose en el vigésimo quinto país del mundo en permitir este tipo de unión del mismo sexo, faltando únicamente la firma de la Presidente de Malta, Marie-Louise Coleiro Preca, para que entre en vigor.

## Situación social

### Opinión pública
La opinión pública sobre la homosexualidad en Malta, catalogado históricamente como un país tradicionalista y fuertemente católico, está cambiando radicalmente en los últimos años, llegando en 2012 a tener un 60 % de apoyo al matrimonio igualitario entre las personas de 18 a 35 años, mientras que en el total de la población se reducía al 41 %.

### Turismo LGBT
Al ser el turismo una de las más importantes fuentes de ingresos para la economía de Malta, el país ha diversificado su oferta turística y como parte de ello, ha creado en los últimos años servicios destinados para el turismo homosexual, siendo el territorio nacional considerado como un lugar tolerante y seguro para la comunidad LGBT. Si bien la mayoría de los locales de entretenimiento no son exclusivamente gay, existe una variedad de lugares clasificados como gay friendly, pudiéndose apreciar parejas homosexuales y familias homoparentales públicamente por las tres islas maltesas. A un sector ubicado en la bahía de Ġnejna se le es denominado popularmente como la "playa gay" de Malta.